# Estación de Puente Genil
Puente Genil es una estación ferroviaria situada en el municipio español de Puente Genil, en la provincia de Córdoba, región autónoma de Andalucía. Las instalaciones forman parte de la red de Adif y cumplen funciones logísticas, aunque en la actualidad no cuentan con servicios de pasajeros. 
Históricamente, la estación de Puente Genil constituyó un importante nudo ferroviario donde enlazaban las líneas Córdoba-Málaga y Linares-Puente Genil. Por este motivo, las instalaciones acogieron un importante depósito de locomotoras que estuvo activo durante muchos años. Debido a la importancia del municipio, la estación también movió un considerable volumen de pasajeros y mercancías de distinto tipo. Sin embargo, desde finales del siglo XX ha perdido su anterior importancia.

## Situación ferroviaria
La estación se encuentra en el punto kilométrico 76,3 de la línea de ancho ibérico que une Córdoba con Málaga, a 221 metros de altitud sobre el nivel del mar, entre las estaciones de Aguilar de la Frontera y Casariche. El tramo es de vía única y está electrificado. Antiguamente, la estación también formó parte de la línea Linares-Puente Genil, desmantelada en la actualidad.

## Historia

### Etapa de apogeo
La estación fue puesta en servicio el 15 de agosto de 1865 con la apertura del tramo Córdoba-Álora de la línea que pretendía unir Córdoba con Málaga. Las obras corrieron a cargo de la Compañía del Ferrocarril de Córdoba a Málaga que se constituyó con este propósito en 1861. Sin embargo, debido a los malos resultados económicos, la gestión por esta compañía no duró mucho y en 1877 acabaría integrándose en la recién creada Compañía de los Ferrocarriles Andaluces.
En 1893 entró en servicio la línea Linares-Puente Genil, que enlazaba las minas de Linares y la zona agrícola de Jaén con el puerto de Málaga a través del ferrocarril a Málaga. Esto convirtió a Puente Genil en uno de los grandes nudos ferroviarios de la región andaluza, pues a través de la línea Córdoba-Málaga la estación tenía conexiones con Algeciras, Málaga y Córdoba. La compañía «Andaluces» estableció en Puente Genil un depósito de locomotoras destinado para la línea Linares-Puente Genil. En 1936 la compañía «Andaluces» fue incautada por el Estado debido a sus problemas económicos, y asignada la gestión de sus infraestructuras a la Compañía Nacional de los Ferrocarriles del Oeste. En 1941, con la nacionalización del ferrocarril de ancho ibérico, la estación pasó a manos de RENFE.
Entre 1945 y 1955 el Sindicato Nacional del Olivo construyó en las cercanías de la estación un almacén regulador de aceite, con una capacidad de 5000 toneladas. Bajo gestión de RENFE se sustituyó paulatinamente la tracción vapor por máquinas diésel y eléctricas —tras electrificar la línea Córdoba-Málaga—. El depósito de locomotoras se mantuvo operativo hasta su clausura en la década de 1970, siendo enviadas sus máquinas al desgüace. En 1984 se clausuró al tráfico buena parte de la línea Linares-Puente Genil, por lo que la estación de Puente Genil perdió su conexión con la provincia de Jaén y parte del sur de la provincia cordobesa, así como su condición de nudo ferroviario. Desde el 1 de enero de 2005 Renfe Operadora explota la línea mientras que Adif es la titular de las instalaciones ferroviarias.

### Declive
Desde finales del siglo XX la estación fue perdiendo importancia. La entrada en servicio de la línea de alta velocidad Córdoba-Málaga, en 2007, supuso que la línea convencional perdiera un gran volumen de tráfico, lo que se tradujo en una reducción considerable de los servicios de pasajeros. De hecho, se construyó una segunda estación ferroviaria  a través de la cual Puente Genil también tuvo acceso a la alta velocidad. En ese contexto, el 13 de mayo de 2013 se suprimió el Media Distancia Córdoba-Bobadilla que paraba en la estación por ser un servicio económicamente no rentable, tras la entrada en vigor del plan de racionalización de trenes de media distancia impulsado por el Ministerio de Fomento. Desde esta fecha la estación quedó sin servicios ferroviarios de pasajeros, aunque ha seguido siendo usada para funciones logísticas.

## La estación

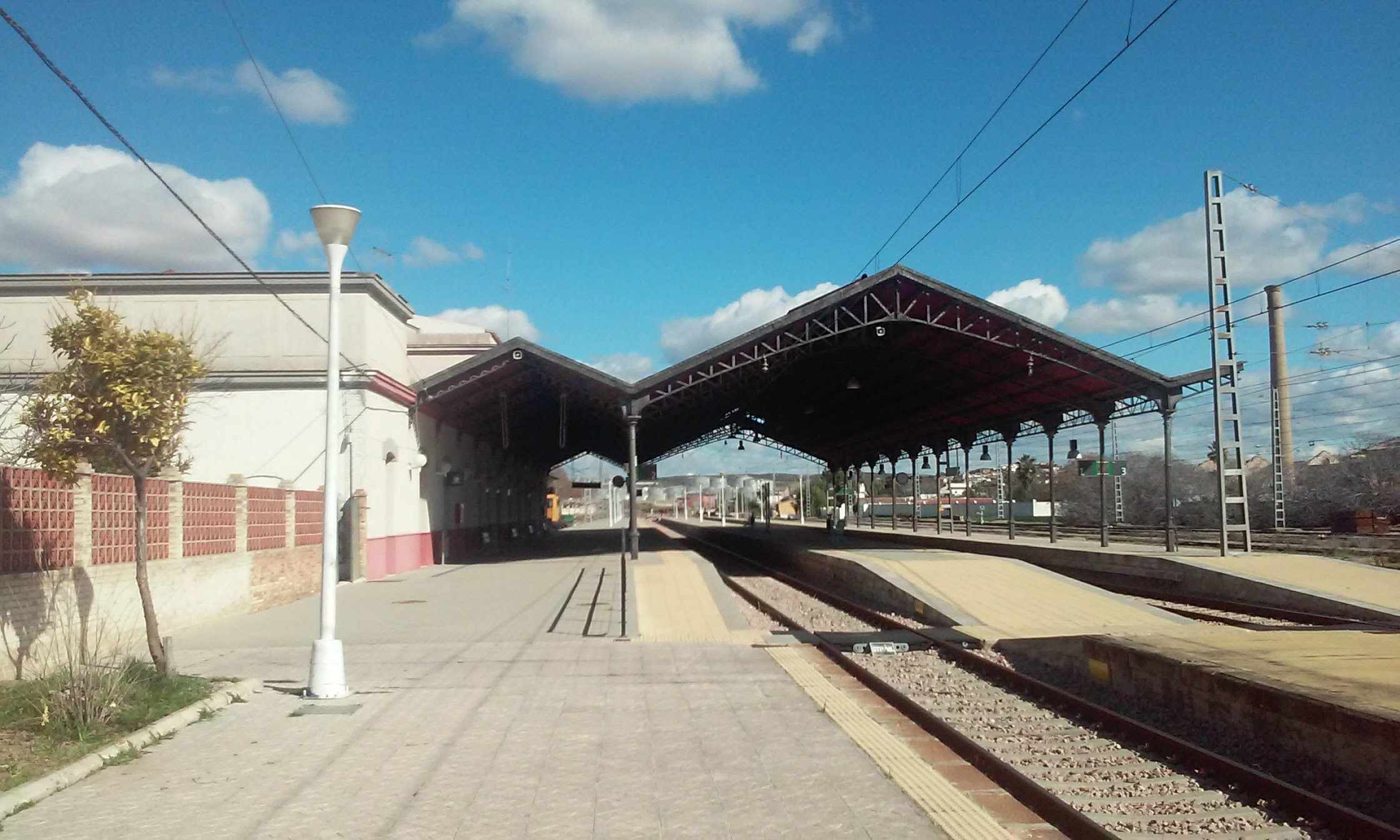
Vista de la marquesina, en 2018.

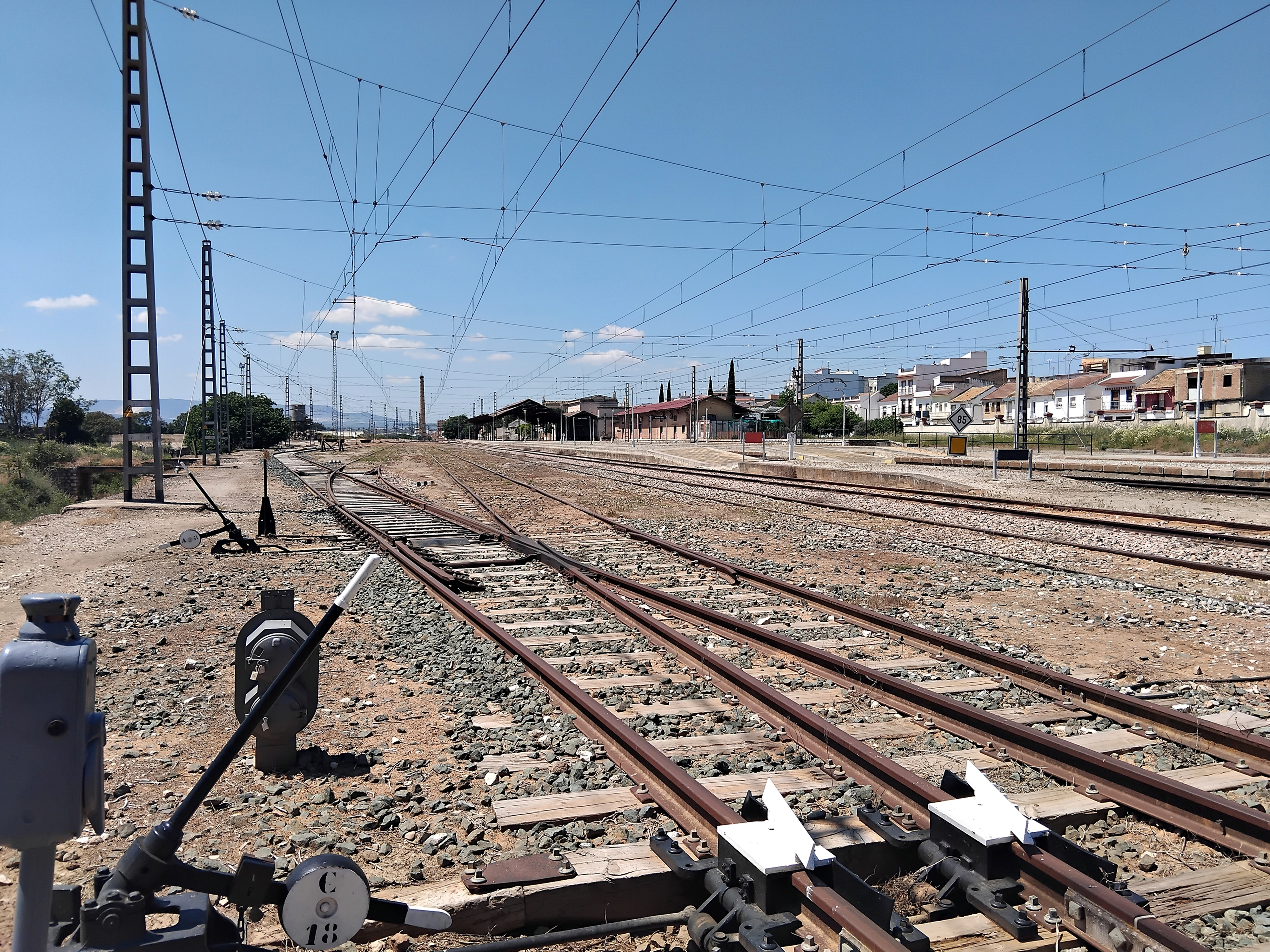
Vista general de las instalaciones.

La estación está situada al este del núcleo urbano. Anteriormente fue un importante nudo de comunicaciones de Puente Genil, e influyó en el crecimiento de la ciudad, por ello la estación cuenta con una importante playa de vías que cubre parcialmente una marquesina metálica. En total dispone de nueve vías numeradas. De ellas tres acceden a andenes, la 2 al andén lateral, y la 1 y la 3 a los dos andenes centrales. Sin acceso a andenes quedan las vías 5, 7, 9, 11, 13 y 15. Todas se sitúan en paralelo a las ya mencionadas siendo la 15, que opera como una derivación de la 13 la más alejada de todas. Históricamente, el edificio para viajeros contaba con sala de espera, venta de billetes, aseos, cafetería, aparcamiento y servicios adaptados, limitándose a funciones logísticas y de mercancías.
Antiguamente en la estación de Puente Genil se encontraba situado el depósito titular de locomotoras de la línea Linares-Puente Genil. Dicho depósito se componía de cocheras —con nueve vías bajo cubierta y diez vías al descubierto— y de una rotonda giratoria de 23 metros de diámetro. Además, las instalaciones ferroviarias se completaban con una amplia playa de vías, depósitos de agua, aguadas y diversas instalaciones para mercancías.

## Servicios ferroviarios
Actualmente la estación no cuenta con ningún servicio de viajeros, como tampoco los cuenta el tramo entre Córdoba y Fuente de Piedra de la línea convencional Córdoba-Málaga, quedando esta línea reservada para trenes de mercancías. Todo el tráfico de viajeros se realiza por la Alta Velocidad, lo que finalmente ha dejado inoperativas las estaciones de Montilla y Puente Genil. El último servicio de pasajeros con parada en Puente Genil, ejercido por trenes Media Distancia, fue suprimido en 2013.
Con carácter histórico, en esta estación efectuaban parada también, hasta su supresión, los Alaris que unían Barcelona con Málaga y el tren Estrella Málaga-Bilbao, que en sus últimos años y hasta su supresión circulaba principalmente en época festiva. En Larga Distancia, hasta junio de 2013 circulaba un Intercity desde Málaga que enlazaba con el Talgo Sevilla-Barcelona en Córdoba. Hasta enero del 2009 también circuló por la línea convencional el Trenhotel Gilbralfaro Barcelona-Málaga, si bien terminaría siendo desviado por la Alta Velocidad y posteriormente sustituido por un AVE. Sin embargo, en la actualidad todo el tráfico se compone de trenes de mercancías.